# Persone di nome Mario/Allenatori di calcio
| Questa pagina contiene informazioni ricavate automaticamente dalle voci biografiche con l'ausilio del template Bio e di un bot. L'aggiornamento è periodico e automatico e ricostruisce completamente la pagina. Se manca una persona in questa lista, sei pregato di non aggiungerla, ma accertati piuttosto che la sua voce biografica contenga il template Bio e che i dati anagrafici siano correttamente compilati. Se il template Bio manca, inseriscilo tu stesso o, in alternativa, metti l'avviso {{tmp\|Bio}} che ne segnala la mancanza. Se i dati riportati sono sbagliati, correggi direttamente la voce biografica; le modifiche saranno visibili in questa lista entro pochi giorni. Per chiarimenti vedi il progetto antroponimi. La lista contiene solo le 65 persone che sono citate nell'enciclopedia e per le quali è stato implementato correttamente il template Bio. Pagina aggiornata al 22 lug 2025. |

Questa è una lista di persone presenti nell'enciclopedia che hanno il nome Mario e sono allenatori di calcio.

## A(2)
- Mario Alfieri, allenatore di calcio e ex calciatore italiano (Salerno, n. 1973)
- Mario Ansaldi, allenatore di calcio e ex calciatore italiano (Villa Basilica, n. 1965)

## B(8)
- Mario Basler, allenatore di calcio e ex calciatore tedesco (Neustadt an der Weinstraße, n. 1968)
- Mario Biondi, allenatore di calcio e ex calciatore italiano (Como, n. 1946)
- Mario Bocaly, allenatore di calcio francese (Le Lamentin, n. 1978)
- Mario Bonfiglio, allenatore di calcio e ex calciatore italiano (Messina, n. 1974)
- Mario Bonić, allenatore di calcio e ex calciatore croato (Ragusa, n. 1952)
- Mario Booysen, allenatore di calcio e ex calciatore sudafricano (Città del Capo, n. 1988)
- Mario Bortolazzi, allenatore di calcio e ex calciatore italiano (Verona, n. 1965)
- Mario Buccilli, allenatore di calcio e ex calciatore italiano (Sora, n. 1955)

## C(5)
- Mario Cantaluppi, allenatore di calcio e ex calciatore svizzero (Schlieren, n. 1974)
- Mario Cantarelli, allenatore di calcio e ex calciatore italiano (Parma, n. 1942)
- Mario Carević, allenatore di calcio e ex calciatore croato (Macarsca, n. 1982)
- Mario Colautti, allenatore di calcio e ex calciatore italiano (Tarcento, n. 1944)
- Mario Cvitanović, allenatore di calcio e ex calciatore croato (Zagabria, n. 1975)

## E(1)
- Mario Eggimann, allenatore di calcio e ex calciatore svizzero (Brugg, n. 1981)

## F(3)
- Mario Facco, allenatore di calcio e calciatore italiano (Milano, n. 1946 - Fiumicino, † 2018)
- Mario Foglia, allenatore di calcio e calciatore italiano (Stroppiana, n. 1921 - Valenza, † 1999)
- Mario Frick, allenatore di calcio e ex calciatore liechtensteinese (Coira, n. 1974)

## G(5)
- Mario Galinović, allenatore di calcio e ex calciatore croato (Zagabria, n. 1976)
- Mario Gambazza, allenatore di calcio e calciatore italiano (Maleo, n. 1924 - San Bassano, † 2008)
- Mario Grassi, allenatore di calcio italiano
- Iván Guerrero, allenatore di calcio e calciatore honduregno (Comayagua, n. 1977)
- Mario Guidetti, allenatore di calcio e ex calciatore italiano (Gozzano, n. 1951)

## I(1)
- Mario Inchausti, allenatore di calcio e calciatore cubano (Santa Clara, n. 1915 - Saragozza, † 2006)

## K(2)
- Mario Kienzl, allenatore di calcio e ex calciatore austriaco (Graz, n. 1983)
- Mario Kovačević, allenatore di calcio e ex calciatore croato (Jablanica, n. 1975)

## L(3)
- Mario La Canna, allenatore di calcio e ex calciatore italiano (Cosenza, n. 1977)
- Mario Lemme, allenatore di calcio e ex calciatore italiano (Vasto, n. 1973)
- Mario Loetti, allenatore di calcio e calciatore italiano (Gallarate, n. 1909 - Gallarate, † 1980)

## M(5)
- Mario Manzo, allenatore di calcio e ex calciatore italiano (Salerno, n. 1967)
- Mario Marinică, allenatore di calcio e ex calciatore rumeno (n. 1964)
- Mario Montorfano, allenatore di calcio e ex calciatore italiano (Brescia, n. 1961)
- Mario Musiello, allenatore di calcio e calciatore italiano (Torviscosa, n. 1946 - Torviscosa, † 2010)
- Mario Mutsch, allenatore di calcio e ex calciatore lussemburghese (Sankt Vith, n. 1984)

## N(2)
- Mario Nicolini, allenatore di calcio e ex calciatore italiano (Nave, n. 1955)
- Mario Notaro, allenatore di calcio italiano (n. 1950)

## P(6)
- Mario Paradisi, allenatore di calcio e ex calciatore italiano (Acqualagna, n. 1959)
- Mario Pedrina, allenatore di calcio e calciatore italiano (Ponte di Barbarano, n. 1881 - Ponte di Barbarano, † 1977)
- Mario Perazzolo, allenatore di calcio e calciatore italiano (Padova, n. 1911 - Padova, † 2001)
- Mario Perego, allenatore di calcio e calciatore italiano (Correzzana, n. 1944 - Ischia, † 2019)
- Mario Petrone, allenatore di calcio e ex calciatore italiano (Napoli, n. 1973)
- Mario Piga, allenatore di calcio e ex calciatore italiano (Palau, n. 1956)

## R(2)
- Mario Renosto, allenatore di calcio e calciatore italiano (Venezia, n. 1929 - Trieste, † 1988)
- Mario Rosas, allenatore di calcio e ex calciatore spagnolo (Malaga, n. 1980)

## S(10)
- Mario Salas, allenatore di calcio e ex calciatore cileno (Santiago, n. 1967)
- Mario Salgado, allenatore di calcio e ex calciatore cileno (Talcahuano, n. 1981)
- Mario Salvati, allenatore di calcio e calciatore italiano
- Mario Santana, allenatore di calcio e ex calciatore argentino (Comodoro Rivadavia, n. 1981)
- Mario Saralegui, allenatore di calcio e ex calciatore uruguaiano (Artigas, n. 1959)
- Mario Sciacqua, allenatore di calcio, dirigente sportivo e ex calciatore argentino (Berabevú, n. 1970)
- Mario Silvetti, allenatore di calcio italiano
- Mario Somma, allenatore di calcio e ex calciatore italiano (Latina, n. 1963)
- Mario Sonnleitner, allenatore di calcio e ex calciatore austriaco (Vorau, n. 1986)
- Mario Soto, allenatore di calcio e ex calciatore cileno (Santiago del Cile, n. 1950)

## T(1)
- Mario Tokić, allenatore di calcio e ex calciatore croato (Derventa, n. 1975)

## V(5)
- Mario Vanemerak, allenatore di calcio e ex calciatore argentino (Firmat, n. 1963)
- Mario Velarde, allenatore di calcio e calciatore messicano (n. 1940 - † 1997)
- Mario Vignoli, allenatore di calcio e ex calciatore italiano (Roma, n. 1941)
- Mario Villini, allenatore di calcio e calciatore italiano (Pola, n. 1903 - Trieste, † 1986)
- Mario Vujović, allenatore di calcio e ex calciatore macedone (Skopje, n. 1971)

## Y(1)
- Mario Yepes, allenatore di calcio e ex calciatore colombiano (Cali, n. 1976)

## Z(2)
- Mario Zanabria, allenatore di calcio e ex calciatore argentino (Santa Fe, n. 1948)
- Mario Zurlini, allenatore di calcio e calciatore italiano (Parma, n. 1942 - Parma, † 2023)

## Ǵ(1)
- Mario Gjurovski, allenatore di calcio e ex calciatore macedone (Belgrado, n. 1985)